# Aspilota tillyardi
Aspilota tillyardi är en stekelart som beskrevs av Robert A.Wharton 2002. Aspilota tillyardi ingår i släktet Aspilota och familjen bracksteklar. Inga underarter finns listade.